# UCI Africa Tour 2005
El UCI Africa Tour 2005 fue la primera edición del calendario ciclístico internacional africano. Contó con sólo 4 carreras y se inició el 16 de febrero de 2005 en Egipto, con el Tour de Egipto y finalizó el 2 de octubre del mismo año en Senegal con el Tour de Senegal.
El ganador a nivel individual fue el sudafricano Tiaan Kannemeyer, por equipos triunfó el Barloworld-Valsir del Reino Unido, mientras que por países fue Sudáfrica quién obtuvo más puntos.

## Calendario
Contó con las siguientes pruebas por etapas.

### Febrero 2005
| Fecha    | Carrera         | Cat. | Ganador          | Equipo del ganador |
| -------- | --------------- | ---- | ---------------- | ------------------ |
| 16 al 24 | Tour de Egipto  | 2.2  | Sergey Tretyakov |                    |
| 27 al 12 | Tour de Camerún | 2.2  | Davide Silvestri |                    |

### Marzo 2005
| Fecha   | Carrera       | Cat. | Ganador          | Equipo del ganador |
| ------- | ------------- | ---- | ---------------- | ------------------ |
| 9 al 13 | Giro del Capo | 2.2  | Tiaan Kannemeyer | Barloworld-Valsir  |

### Septiembre 2005
| Fecha   | Carrera         | Cat. | Ganador          | Equipo del ganador |
| ------- | --------------- | ---- | ---------------- | ------------------ |
| 22 al 2 | Tour de Senegal | 2.2  | Alexandre Lecocq |                    |

## Clasificaciones

### Individual
| Posición | Ciclista                 | Puntos |
| -------- | ------------------------ | ------ |
| 1        | Tiaan Kannemeyer         | 163    |
| 2        | Ryan Cox                 | 151    |
| 3        | Rabaki Jeremie Ouedraogo | 100    |
| 4        | Davide Silvestri         | 90     |
| 5        | Jamie Ball               | 73     |
| 6        | Laurent Zongo            | 72     |
| 7        | Christian Eminger        | 58     |
| 8        | Sergey Tretyakov         | 46     |
| 9        | Sergeiy Lavrenenko       | 44     |
| 10       | Willie van Zyl           | 42     |

### Equipos
| Posición | Equipo            | Puntos |
| -------- | ----------------- | ------ |
| 1        | Barloworld-Valsir | 327    |
| 2        | Nippo             | 130    |
| 3        | Konica Minolta    | 101    |
| 4        | Dukla Trencin     | 37     |
| 5        | Exel              | 32     |

### Países
| Posición | País         | Puntos |
| -------- | ------------ | ------ |
| 1        | Sudáfrica    | 1.049  |
| 2        | Burkina Faso | 329    |
| 3        | Namibia      | 40     |
| 4        | Camerún      | 22     |
| 5        | Túnez        | 11     |